# St. Jakobus (Eime)

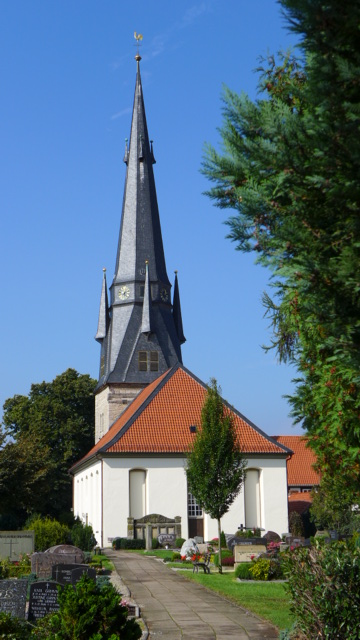
St. Jakobus

Die evangelisch-lutherische, denkmalgeschützte Kirche St. Jakobus steht in Eime, einem Flecken im Landkreis Hildesheim in Niedersachsen. Die Kirchengemeinde gehört zum Kirchenkreis Hildesheimer Land-Alfeld im Sprengel Hildesheim-Göttingen der Evangelisch-lutherischen Landeskirche Hannovers.

## Baugeschichte und Beschreibung
Die Saalkirche aus verputztem Bruchsteinen mit Ecksteinen wurde 1732 bis 1738 nach Plänen des hannoverschen Hofbauschreibers Johann Friedrich Jungen errichtet. Der romanische Kirchturm im Westen auf quadratischem Grundriss blieb erhalten. Auf den erhalten gebliebenen unteren Geschossen wurde 1889 ein von Conrad Wilhelm Hase entworfenes weiteres Geschoss erbaut, hinter dessen Klangarkaden sich der Glockenstuhl befindet, in dem vier Eisenhartgussglocken hängen, die 1947 J. F. Weule gegossen hat. Darüber sitzt ein ins Achteck überführter, schiefergedeckter, spitzer Helm, der seitlich von Giebeln und Fialen flankiert wird. Er beherbergt die Turmuhr und zwei Schlagglocken. 
Das Mittelteil des Kirchenschiffs ist mit einem Tonnengewölbe überspannt. Über den Emporen befinden sich Flachdecken. Auf dem Altar steht ein Flügelaltar entstanden um 1515/20. In der Mitte des Schreins sind Darstellungen aus dem Leben von Maria, außen stehen der Heilige Jakobus der Ältere und Bartholomäus, Petrus und Paulus. In den Flügeln sind innen Figuren von Heiligen in zweireihiger Anordnung, auf den Flügelaußenseiten sind Gemälde in Tempera, u. a. über die Verkündigung.
Die barocke Kanzel vom Anfang des 18. Jahrhunderts mit ihrem Schalldeckel steht auf der Empore über dem Altar. Sie wurde vom Kammerherrn von Hardenberg gestiftet. Das achteckige Taufbecken wurde 1605 hergestellt. Ein Ölgemälde aus der zweiten Hälfte des 17. Jahrhunderts stellt die Kreuzigung dar. 
Die Kirche erhielt 1706 eine kleine Orgel, die 1732 vom Vater von Johann Conrad Müller in einen größeren Neubau mit 16 Registern, zwei Manualen und einem Pedal integriert wurde. Die heutige Orgel mit 17 Registern, zwei Manualen und einem Pedal wurde 1988 hinter dem historischen Prospekt durch die Gebrüder Hillebrand gebaut.